# Fluvicola
Fluvicola är ett fågelsläkte i familjen tyranner inom ordningen tättingar. Släktet omfattar tre arter med utbredning från östra Panama till norra Argentina:
- Svartvit vattentyrann (F. pica)
- Svartryggig vattentyrann (F. albiventer)
- Maskvattentyrann (F. nengeta)